# Längthal

Längthal 1, Backhaus

Längthal ist ein Gemeindeteil der Stadt Dorfen im oberbayerischen Landkreis Erding.

## Lage
Der Weiler Längthal liegt fünf Kilometer nordöstlich von Dorfen und 6,5 Kilometer südöstlich von Taufkirchen. Etwa 350 Meter nördlich des Hofes fließt der Rettenbacher Bach, der beim Weiler Loiperstätt in den Kallinger Bach mündet.

## Bevölkerungsentwicklung
Um 1871 gab es in Längthal vier Einwohner. Im Mai 1987 lebten dort sieben Einwohner in einem Wohngebäude.
| Jahr      | 1871 | 1925 | 1950 | 1970 | 1987 |
| Einwohner | 4    | 4    | 1    | 7    | 7    |